# 시나고그

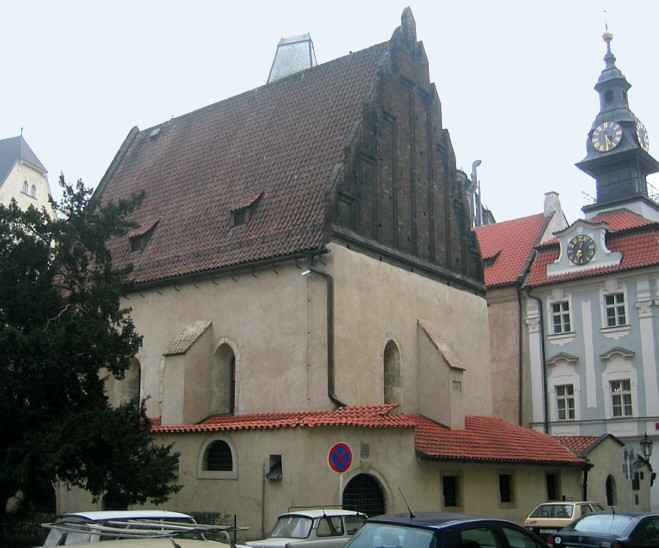
1270년 경 프라하에서 지어진 건물. 현재까지 운영되고 있는 시나고그 중 가장 오래된 건축물이다.

시나고그(히브리어: בית כנסת 베트 크네세트, 이디시어: שול 슐, 라디노어: אסנוגה 에스노가, 영어: synagogue 시너고그[*]) 또는 유대교 회당( - 會堂)은 유대교의 사원이다. 모임을 뜻하는 고대 그리스어 '쉬나고게(συναγωγή, synagogē)'에서 유래했다. 히브리어로 '베트 크네세트'라고 불리며 시나고그 대신 예배의 집을 뜻하는 '베트 테필라(히브리어: בית תפילה)'라는 단어가 사용되기도 한다. 제1차 유대독립전쟁 때 예루살렘 성전이 무너지고 나서, 흩어진 유대교 모임의 지역적 중심이 되었다. 이전에는 야훼 하느님에 대한 제의가 행해지던 예루살렘 성전이 종교적 구심점이었지만, 성전이 로마군대에 의해 소멸되면서 유대교 회당이 그 위치를 대신하게 되었다.
시나고그의 외모는 건물이 위치되어있는 나라의 문화에 따라 다르다. 전통식으로 지어진 시나고그는 출애굽기당시 사막을 헤매던 유대인들이 만든 이동 신전의 모습을 본따서 지어졌지만 1800년대쯤 독일에서 보수적인 정통파 유대교에 비해, 상대적으로 진보적인 개혁파 유대교 운동이 시작되면서 나라의 문화와 유대교 문화가 절충된 형태를 띠기 시작했다. 최초 개혁파 유대교 시나고그는 1811년 함부르크에서 열렸다. 예배를 위해 오르간을 설치하고 비마를 앞으로 옮기는 등, 전통적 시나고그보다 교회와 더 흡사했으며, 남녀가 같이 하느님을 예배하는 등 상대적으로 진보적인 모습을 보였다.

## 명칭
시나고그를 가리키는 명칭으로, 이스라엘인들은 히브리어 단어인 '베트 크네세트'(모임의 집)를 사용하며, 아쉬케나지 유대인들은 전통적으로 이디시어 어휘 '슐' (독일어의 'Schule'(학교))을 사용해왔다. 스파라드 유대인 및 로마니오트 유대인은 어휘 '칼' (히브리어 'Ḳahal'(모임)에서 유래)을 사용하며, 스페인계 유대인은 sinagoga, 포르투갈계 유대인은 esnoga, 페르시아 유대인 및 카라이트 유대인들은 아람어에서 유래된 케네사, 미즈라히 유대인은 kenis를 사용,
개혁파, 재건주의, 보수주의 유대인은 temple을 사용하기도 한다.
그리스어 단어 synagogue는 영어 독일어 및 프랑스어에서 이상의 용례들을 아우르는 용어로 사용된다.